# Библейская герменевтика
Библе́йская гермене́втика — направление богословия, занимающееся интерпретацией и толкованием текстов Библии. Является частью герменевтики, которая изучает все виды коммуникации: письменной, вербальной, невербальной.
Необходимо различать христианскую и иудейскую библейскую герменевтику. В христианской герменевтике различают раннюю святоотеческую герменевтику, представленную несколькими школами, схоластическую средневековую западноевропейскую герменевтику, протестантскую, православную, новую католическую герменевтики.